# Isochromodes dissipata
Isochromodes dissipata là một loài bướm đêm trong họ Geometridae.